# Leptocnemis cyanops
Leptocnemis cyanops är en trollsländeart som först beskrevs av Selys 1869.  Leptocnemis cyanops ingår i släktet Leptocnemis och familjen flodflicksländor. Inga underarter finns listade i Catalogue of Life.